# Никола Симов
Вижте пояснителната страница за други личности с името Никола Симов.
Никола Симов – Куруто или Курото е български революционер, първи знаменосец на Ботевата чета.

## Биография
Роден е около 1845 г. в Ески Джумая (днес гр. Търговище), където се прехранва с дребна търговия и развива революционна дейност. Получава смъртна присъда от турската власт и бяга в Румъния. Работи в печатницата на Любен Каравелов в Букурещ и се сприятелява с Христо Ботев.
Ранен е (и вероятно доубит от турците) на 18 май стар стил (30 май нов стил) 1876 г. на хълма Милин камък заедно с поп Сава Катрафилов. Знамето е поето от Димитър Стефанов – Казака от Сливен, който се заклева, целувайки дръжката на знамето със следа от кръвта на Никола Симов.

### Захарий Стоянов за Куруто
„Куруто Симолу е родом от Ески Джумая. С нищо особено не се отличава байрактарят на Ботйова освен с това, че като бил рая още в родния си град, по двадесет пъти в годината влизал в затвор все за едно и също: че пукал глави на турските чапкъни и немилостиво се биел с тях, без да прави разлика, че е позорен рая. Занаятът му бил да продава с кон по турските тузлушки села антерии, памук и пр. Тук той се настървил и увълчил. Бабаитлъкът му станал дотолкова известен, щото самите турци ходели да го търсят и да искат помощта на ножа му. Например някоя кадъна взели я едни, а други подсмърчат отстрана, с нож трябва да се вземе. „Куру, хайде бе, направи ни туй добро“ – говорят страшливите. „Добре, 25 оки брашно и 2 оки маджун давате ли?“ – пита Куруто. „Халал да ти са“ – отговарят турците и нашето Куру засуква ръкави.“
„Никола Обретенов развързал бялата бохча, която стискал в ръцете си, и прострял знамето върху една маса. Матросите бързо намерили една гладка върлина, върху която се приковало то. Това знаме бе от чист зелен копринен плат, с лъв от сърма посред и със сърмени пискюли на двата краища. То бе осветявано през 1875 г. в червеноводската черкова; с него Върбан войвода потегли от последното това село за към Търново. Когато всичко било готово, Ботйов извикал Куруто, сухо-тънко момче, най-високото по ръст между всичките и известно по своята пъргавина и лекост, комуто подал знамето.
“Куру, прекръсти се и го целуни! С него да паднеш; и умрял вече, душманинът да не може да го изтръгне от ръцете ти" – казал Ботйов.
Тържествено Куруто развяло зеления байрак сред парахода. Войводата и свитата му отложили шапките, а после и момчетата, па най-сетне и хората от парахода заедно с капитанина. „Да живее България“ – извикала дружината и опряла просълзените си очи върху народния идеал."

## В негова чест
В квартал Варош на Търговище има негов паметник край историческия музей
 (в който се съхранява камата му ) и къща музей с експозиция за неговия живот и за борбата за освобождение на местното население .
На негово име са кръстени търговищкото туристическо дружество „Никола Симов“, туристическият дом в града и местност в Преславска планина (североизточно от връх Младост) . Във Варна и Търговище има улици с името му. Във Враца улица „Никола Симов“ продължава като улица „Поп Сава Катрафилов“.
През 1966 г. НР България издава пощенска марка по повод 90 г. от смъртта му в тираж 120 000 бр. 
Търговищката библиотека разполага с електронна библиография „Никола Симов Куруто – знаменосец на Ботевата чета“ с книги, статии, части от сборници, сканирани исторически картини, паметници и архивни документи .